# Lukas Kwasniok
Lukas Kwasniok, polnische Schreibweise Łukasz Kwaśniok, (* 12. Juni 1981 in Gliwice, Polen) ist ein ehemaliger deutscher Fußballspieler und heutiger -trainer. Seit Juli 2025 ist er Trainer des 1. FC Köln.

## Spielerkarriere

### Karlsruher SC
Lukas Kwasniok zog mit seiner Familie 1988 von Polen nach Karlsruhe und begann das Fußballspielen beim Karlsruher SC, wo er bis zur U18 alle Jugendmannschaften durchlief. Er bestritt außerdem 18 U-Länderspiele für deutsche Juniorenauswahlen und war Mannschaftskapitän der U16-Nationalmannschaft, woraufhin er als großes Talent galt und Wechselangebote verschiedener Vereine erhielt. Er beendete die Schule ein Jahr vor dem Abitur und wechselte 1999 zusammen mit seinem Bruder zum Zweitligisten Arminia Bielefeld, der kurz darauf in die Bundesliga aufstieg; nach eigener Aussage war der Weggang von Karlsruhe im Nachhinein ein Fehler gewesen.

### Arminia Bielefeld
In Bielefeld erhielt er einen dreijährigen Vertrag und spielte ein halbes Jahr in der A-Jugend, bis er an beiden Sprunggelenken Bänderrisse erlitt und am rechten langwierige Schmerzen bei der Genesung bekam. Erst durch eine weitere Operation von einem über Stefan Kuntz vermittelten Arzt klangen die Schmerzen ab.

### SV Sandhausen
Weil Kwasniok aufgrund von Statuten erst nach zwei Jahren im Verein ein Bundesliga-Spiel hätte machen können, ließ er sich in der Rückrunde 2000 zum viertklassigen Oberligisten SV Sandhausen ausleihen, bei dem er neben A-Jugend-Partien auch mit den aktiven Spielern trainierte und Oberligameister wurde, aber zu keinem Einsatz kam. Nach dieser Station löste die Arminia seinen Vertrag zwei Jahre vorzeitig auf. Als 19-Jähriger schlug er daraufhin einen anderen Lebensweg ein und absolvierte eine Ausbildung zum Beamten im mittleren Dienst. Parallel spielte er in seiner Heimatregion bei den badischen Verbandsligisten FC Rastatt 04 (2001–2005) und FC Germania Friedrichstal (2005–2007) weiter Fußball, ehe er seine Spielerlaufbahn beendete und Trainer wurde.

## Trainerkarriere

### OSV Rastatt
Von 2007 bis 2009 war Kwasniok Cheftrainer beim sechstklassigen Landesligisten OSV Rastatt.

### TSV Reichenbach
Danach übernahm er diese Aufgabe beim nach einer Ligareform siebtklassigen Landesligisten TSV Reichenbach, mit dem ihm 2012 der Aufstieg in die Verbandsliga gelang.

### Karlsruher SC
Von Nachwuchsleiter Edmund Becker entdeckt, wechselte er 2014 in den Jugendbereich des Zweitligisten Karlsruher SC, wo er zunächst die U17, nach anderthalb Jahren die U19 trainierte; der Vertrag war regulär bis 2019 gültig. Am 4. Dezember 2016 ernannte der KSC Kwasniok interimsweise bis zum Ende des Kalenderjahrs zum Cheftrainer der Zweitligamannschaft. Danach kehrte er zur U19 zurück und nahm seit Juni 2017 an der Ausbildung zum Fußballlehrer der Hennes-Weisweiler-Akademie teil. Im März 2018 bestand Kwasniok dann erfolgreich seinen Trainerlehrgang und erhielt die Fußballlehrer-Lizenz des DFB. Am 30. Juli 2018 beendete der KSC seine Zusammenarbeit mit Lukas Kwasniok. Über die Umstände wurde Stillschweigen vereinbart; kurz zuvor scheiterte ein Wechsel Kwasnioks zum Zweitligisten Erzgebirge Aue an der Karlsruher Ablöseforderung.

### FC Carl Zeiss Jena
Am 9. Dezember 2018 gab der FC Carl Zeiss Jena bekannt, dass Kwasniok Mark Zimmermann als Cheftrainer nach längerer siegloser Zeit beerbt. In der Winterpause wurde Kwasniok zudem das Amt des Sportdirektors anvertraut, nachdem der bisherige Verantwortliche Kenny Verhoene als Konsequenz aus den sportlichen Misserfolgen der jüngeren Vergangenheit seines Amts enthoben wurde. Nach dem 10. Spieltag der Saison 2019/20 wurde Kwasniok in Jena freigestellt; die Mannschaft stand seit dem dritten Spieltag sieglos auf dem letzten Tabellenplatz.

### 1. FC Saarbrücken
Zum 1. Januar 2020 unterschrieb Kwasniok einen bis zum 30. Juni desselben Jahrs gültigen Vertrag beim Regionalligisten 1. FC Saarbrücken als Nachfolger von Dirk Lottner. Der Kontrakt ließ sich durch den Drittligaaufstieg per Option um ein weiteres Jahr verlängern. Darüber hinaus konnte sich Kwasniok mit der Mannschaft als erster Viertligist für das DFB-Pokal-Halbfinale qualifizieren.
Am 5. Februar 2021 einigten sich Kwasniok und der 1. FC Saarbrücken auf eine Beendigung der Zusammenarbeit zum Saisonende 2020/21. Gründe waren nach Angaben des Vereins unterschiedliche Auffassungen über die Zukunft des Vereins.

### SC Paderborn
Zur Saison 2021/22 übernahm Kwasniok den Zweitligisten SC Paderborn 07 als Nachfolger von Steffen Baumgart. Er erhielt einen Vertrag über zwei Jahre. Im September 2022 wurde sein Vertrag bis zum Sommer 2025 verlängert. Am 15. April 2025 gaben der SC Paderborn 07 und Kwasniok bekannt, nach der Saison 2024/25 getrennte Wege zu gehen. Die Paderborner beendeten seine letzte Spielzeit auf dem 4. Platz mit drei Punkten Rückstand auf den Relegationsplatz und vier Punkten Rückstand auf einen Aufstiegsplatz.

### 1. FC Köln
Zur Saison 2025/26 wechselte Kwasniok als Nachfolger von Friedhelm Funkel zum 1. FC Köln. Er unterschrieb beim Bundesliga-Aufsteiger einen Vertrag bis zum 30. Juni 2028.